# Dean Glenesk
Dean Glenesk, född den 22 september 1957 i La Mesa, USA, är en amerikansk idrottare inom modern femkamp.
Han tog OS-silver i lagtävlingen i samband med de olympiska tävlingarna i modern femkamp 1984 i Los Angeles.